# Антонов Анатолій Петрович
Анато́лій Петро́вич Анто́нов (20 травня 1940, с. Кігострово Кігостровського району Архангельської області Росії — 21 травня 1990, Верхньодніпровськ Дніпропетровської області) — інженер-будівельник.

## Біографічні дані
1965 закінчив Дніпропетровський інженерно-будівельний інститут, здобув фах інженера-будівельника промислового та цивільного будівництва.
1965—1967 працював у «Дніпрометалургбуд».
1967—1989 — головний архітектор Верхньодніпровського району Дніпропетровської області.
Від 1989 — персональний пенсіонер.

## Звання та премії
- 1979 — заслужений будівельник УРСР.
- 1983 — Державна премія УРСР імені Тараса Шевченка (разом із ще шістьома людьми) за забудову та впорядкування центру міста Верхньодніпровськ.